# Insex
Insexは米国のボンデージ系サイト。1997年から2005年まで運営されていた。ハードなBDSMによって閉鎖後も根強い人気がある。日本の緊縛の影響を強く受けている。
公式サイトによれば、PDと呼ばれるマスターが、1997年日本のkikouというサイトに触発されてサイトを製作したのが始まりという。ビデオ製作には、フォーラムを通じて利用者の意見がインタラクティブに反映されている。モデルとしてはプロだけでなく、ビデオを見た素人も参加していた。
2005年、Insexは、オランダの会社にコンテンツごと売却された。PDをはじめとするスタッフは、場所を変えて活動しているが、かつての過激さがトーンダウンしている。